# Lidija Iwanowa
Lidija Gawriłowna Iwanowa, z domu Kalinina (ros. Лидия Гавриловна Иванова (Калинина), ur. 27 stycznia 1937 w Moskwie) – radziecka gimnastyczka. Trzykrotna medalistka olimpijska.
Brała udział w dwóch igrzyskach (IO 56, IO 60), na obu zdobywała medale – łącznie trzy. Na obu triumfowała w drużynie, w 1956 sięgnęła również po brąz w ćwiczeniach zespołowych z przyborem. W drużynie była mistrzynią świata w 1958.
Po zakończeniu kariery sportowej została sędzią, w tej roli brała udział w kolejnych igrzyskach. Jej mąż, piłkarz Walentin Iwanow, również był złotym medalistą olimpijskim. Ich syn był piłkarskim sędzią międzynarodowym.